# Вороблик Королівський
Вороблик Королівський (пол. Wróblik Królewski) — село північної Лемківщини в Польщі, у гміні Риманів Кросненського повіту Підкарпатського воєводства.
Населення — 779 осіб (2011).
Розташоване за сім кілометрів на північ від центру гміни, містечка Риманів.

## Легенда про назву
Очевидно, ймення села походить від слова «горобець», бо за переказами жителів, у місцині було багато цих птахів. Їх на лемківській говірці звуть «воробликами».
Друге слово пов'язане з власником села — воно входило до королівщини.
Також існує легенда про назви цього села і сусіднього Вороблика Шляхетського. Нібито у цій місцині вирішив заночувати з військом король Речі Посполитої Владислав Ягелло. Він з челяддю обрав собі один берег річки, а шляхта оселилась на сусідньому. Король влаштував велике частування для війська. Після нього залишилось багато крихт хліба та вівса, яким годували коней. До цього місця злетілася незліченна кількість птахів, а з-поміж них найбільше було горобців. Королю сподобався цей випадок і він дав ймення поселенню, де відпочивав, Вороблика Королівського, а сусіднього, зі східного боку річки, де відпочивало військо, Вороблика Шляхетського. Водночас сама річка, навколо якої зупинилось військо та король, отримала назву «Табор».

## Історія
Населений пункт вперше згаданий у писемних джерелах 1425 року під назвою Торговиця (Тарговце). Поселення входило до королівської власності, а безпосереднім управлінням займалися сяноцькі старости.
За податковим реєстром 1565 р. в селі було 38 кметів на 13 і 3/4 ланах з численними податками й повинностями, піп (отже, вже була церква), корчмар із корчмою і 10 загородників. Згодом власниками по черзі були чотири роди поміщиків. До 1772 р. село належало до Сяноцької землі Руського воєводства.
З 1772 до 1918 року село належало до Королівства Галичини та Володимирії Австро-Угорщини, до 1867 року входило до Сяноцького округу.
Після утворення Кросненського повіту 1867 року Вороблик Королівський увійшов до нього, у той час як сусідній Вороблик Шляхетський потрапив до Сяніцького повіту.

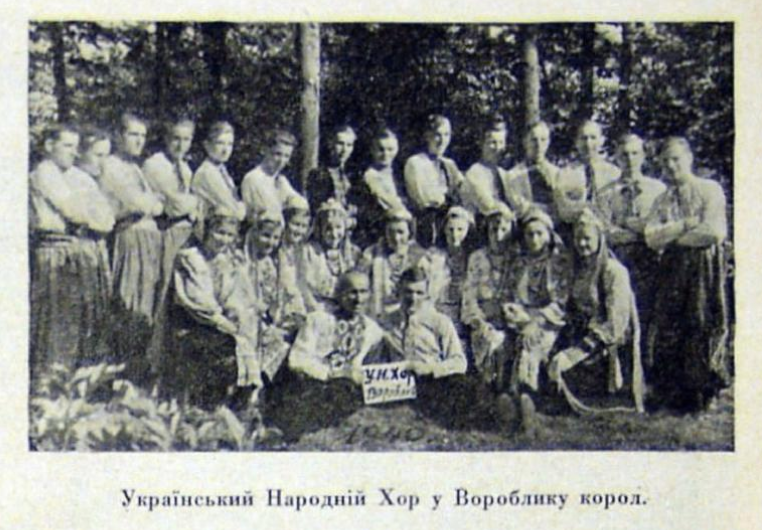
Український народний хор у селі Вороблик Королівський. 1941 рік.

З-поміж мешканців села переважали лемки. Хоча у злагоді з ними багато століть проживали і поляки. Оскільки лемки довколишніх сіл поступово асимілювалися під впливом Польщі, то у 1940-х роках Вороблик став лемківським анклавом — майже в усіх довколишніх населених пунктах переважало польське населення.
У селі в ХХ столітті діяла чотирикласна школа з польською та українською мовою навчання.
Активною просвітницькою діяльністю тут займалися москвофіли: читальня Товариства імені Михайла Качковського, театральний гурток «Аматорський кружок», кредитне товариство «Руська каса», кооператив «Руський рільничий союз», споживчий кооператив «Спульний труд», молочні кооперативи «Молочарня» та «Союз», «Кружок руских женщин».
Попри те, у Вороблику Королівському також функціонували філія проукраїнського кредитного товариства «Сільський господар» та читальня «Просвіти».
У 1975—1998 роках село належало до Кросненського воєводства.

## Демографія
Демографічна структура станом на 31 березня 2011 року:
|          | Загалом | Допрацездатний вік | Працездатний вік | Постпрацездатний вік |
| -------- | ------- | ------------------ | ---------------- | -------------------- |
| Чоловіки | 410     | 85                 | 285              | 40                   |
| Жінки    | 369     | 68                 | 223              | 78                   |
| Разом    | 779     | 153                | 508              | 118                  |

### Релігія
Здавна Вороблик Королівський був православним селом, згодом тутешня парафія перейшла до греко-католицизму. Перша письмова згадка про парафію датована 2 вересня 1608 року: король Сигізмунд видав їй підтверджувальну грамоту. У селі запроваджено метрику з 1784 року. У листопаді 1796-го грамотою тутешнього поміщика Адама Урбанського об'єднано парафії Вороблика Королівського та Вороблика Шляхетського.
Першими парохами у селі були люди з роду Каршневичів. Об'єднану парафію очолив отець Димитрій Мохнацький (роки керування 1796—1829), згодом Іоан Глушкевич (1829—1870). Двоє останніх священиків зайнялися сільською освітою: отець Димитрій заснував церковну школу, обоє навчали церковному співу, читанню, письму й садівництву. У просвітницькій діяльності підтримували священиків поміщики, насамперед пан Адам Урбанський. Муровану церкву у селі, а також два будинки спорудив ще один місцевий священик Віктор Саламон (1882—1913).
Станом на 1936 рік парохом був отець Іоан Полянскій. Відомо, що на той рік у Вороблику Королівському проживав 1121 греко-католик. Також сюди приходили віряни з Ляджина, Риманова та Івонича. Дочірньою у села була парафія Вороблика Шляхетського. Окрім греко-католиків, у селі мешкало 45 католиків та 30 юдеїв. Священицька плебанія станом на той же 1936-й була одноповерховою, мурованою. Також парафії належало 15 га поля, 7 га лук, 11 га пасовиська, 9 га лісу на території Одрехової.
У 1939 році в селі проживало 1170 мешканців (1080 українців-грекокатоликів, 30 українців-римокатоликів, 30 поляків і 30 євреїв). Село входило до ґміни Мєйсце Пястове Кросненського повіту Львівського воєводства Польщі.

### Примусове переселення та операція «Вісла»
У вересні 1944 року радянські війська оволоділи селом. Радянські окупанти насильно мобілізували чоловіків у Червону армію. За Люблінською угодою село опинилося в Польщі. Польським військом і бандами цивільних поляків почались пограбування і вбивства, у 1945 р. банда польських шовіністів убила в селі щонайменше 15 українців. З 1945-го по кінець травня 1946 рік у межах радянсько-польської операції з так званого обміну населенням, усі лемки села були змушені виселитися з етнічної землі на територію СРСР. Загалом депортовано 309 родин (862 особи). Людей розселили насамперед по Львівській, Тернопільській та Одеській областях.
Залишилось лише польське населення, а також сюди вивезено поляків із Західної України. До сьогодні найпопулярнішими прізвищами серед місцевого населення є Пророк (16), Риґєль і Шиманскі (по 14).

### Антиукраїнський терор
У 1945 році до навколишніх сіл прибули поляки та ксьондз Ян Шуль з Радехова.  Шуль мав намір здобути Вороблик для себе за допомогою організованих ним самим банд, змушуючи українців до виїзду в СРСР. Банда ксьондза Шуля налічувала 300 осіб і мала сучасну зброю включно з гарматами. Протягом усього червня 1945 року відбувалися затяті бої між шулівцями і мешканцями Вороблика. Кожного дня з настанням сутінок «військо» ксьондза нападало на Вороблик, обстрілювало його і намагалось оточити зі всіх боків. Від вибухів снарядів і гранат загорялися будинки. Мешканці затято боронились: одні пильнували будинки, інші гасили пожежі. Ті, хто мав відповідну зброю, воювали, щоб не допустити бандитів до села. Стрілянина супроводжувалася плачем дітей і виттям псів. Такий стан тривав цілий місяць, поки мешканці не капітулювали і не записалися на виїзд до СРСР, а село зайняли шулівці.
У Вороблику Королівському залишився у плебанії священик Іван Волянський. Різними провокаціями і погрозами поляки змусили його покинути парафію, а його майно захопили. Вдень і вночі шулівці нападали на тих українців, які виїжджали до СРСР. Грабували у них рештки майна. Повідомлена про це військова влада вислала до Воробика підрозділи війська і поліції. У селі знайшли сотні гвинтівок та іншу зброю. Військо арештувало родину ксьондза Шуля, а він сам встиг втекти на понімецькі землі. За свої «заслуги» він був підвищений до декана і отримав багату парафію у Вроцлавському воєводстві.

### Сучасне село
2012-го на захід від села розпочалося спорудження ВЕС з 16 вітряків, потужністю в 18 МВт.
У Вороблику Королівському є сім вулиць, розвивається підприємництво, зокрема селяни мають лісопильні, вирощують на продаж птицю.

## Панський маєток
Після королівської родини власником села були родини Смоліцьких, Семенських, Томашевських та Барановських. Вони мали власний маєток, який часто перебудовувався. До цього часу у селі залишилась панська садиба, що постала 1923 року. Поблизу неї були господарські будівлі та стави з рибою. Відомо, що станом на 1939 рік у маєтку мешкали пані Лівицька, її донька Ірена — дружина пана Владислава Камєньського.
Сім'я часто бувала в Ланьцуті, де мала друзів. Подружжя Камєньських мало троє дітей: Владислав, Станіслав та Збігнєв. Під час війни сімейство мешкало разом із вдовою вояка-майора, котрий загинув у Катині. Жінка згодом емігрувала до Канади. По війні маєток тричі грабували банди. Пан Камєньський був змушений виїхати на захід, а їхні землі та маєток забрала комуністична влада.

## Туризм
Муровану греко-католицьку церкву (належала вона до сяноцького деканату, в 1930 р. передана до новоутвореного Риманівського деканату), споруджену за  проєктом Василя Нагірного 1888 року, поляки, після виселення лемків, не руйнували. Натомість перетворили її у костел Вознесіння Діви Марії, що функціонує до цього часу. Храм має 5 куполів, його поліхромію виконали Павло та Фелікс Богданські з Яслиськ. У 1970-1973 роках відомий польський художник Станіслав Інґлот виконав реставрацію вівтаря. А 2007 року всередині храму та біля нього відбувся капітальний ремонт.
Поруч із церквою є мурована дзвіниця, яка, ймовірно, була споруджена тоді ж, коли й сам храм. Розмальована вона жителем села Йосипом Балицьким. Всередині є три дзвони, найдавніший із них — з 1824 року.
На захід від села є занедбаний український цвинтар.
Посеред залишків парку у Вороблику Королівському є давній цегляний особняк поміщиків Вікторів, що датується першою половиною ХІХ століття.
Через село проходить велосипедний 35-кілометровий туристичний маршрут долиною річки Віслок (Риманів — Ладжин — Вороблик Королівський — Вороблик Шляхетський — Мільча — Бжанка — Бесько — Мимонь — Синява — Бартошів — Риманів).

## Посилання

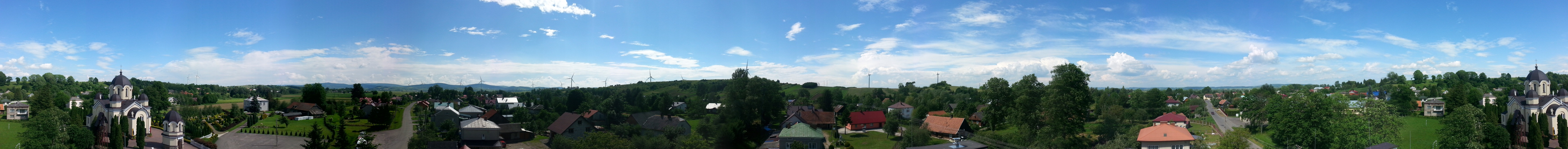
Панорама Вороблика Королівського

## Відомі уродженці
- отець Іоан Гнатишак
- Михаїл Копчак
- Стефан Барна — солтис Вороблика Королівського у міжвоєнні роки
- Спиридіон Опалка
- Пачковський
- Війтик
- Шостачко